# Pugilato ai XVII Giochi panamericani
Il pugilato ai XVII Giochi panamericani si è svolto al General Motors Centre di Oshawa, in Canada, dal 18 al 25 luglio 2015.

## Calendario
Tutti gli orari secondo il Central Standard Time (UTC-5).
| Data          | Inizio | Evento                                    | Fase        |
| ------------- | ------ | ----------------------------------------- | ----------- |
| Sab 18 luglio | 19:05  | 49 kg, 56 kg, 64 kg, 75 kg Uomini         | Preliminari |
| Sab 18 luglio | 21:05  | 91 kg Uomini                              | Quarti      |
| Dom 19 luglio | 21:05  | 52 kg, 60 kg, 69 kg, 81 kg, +91 kg Uomini | Preliminari |
| Lun 20 luglio | 14:05  | 51 kg, 60 kg, 75 kg,                      | Quarti      |
| Lun 20 luglio | 19:05  | 49 kg, 56 kg, 75 kg Uomini                | Quarti      |
| Mar 21 luglio | 14:05  | 52 kg, 64 kg, 81 kg Uomini                | Quarti      |
| Mar 21 luglio | 19:05  | 51 kg, 60 kg, 75 kg Donne                 |             |
| Mar 21 luglio | 20:50  | 60 kg, 69 kg Uomini                       | Quarti      |
| Mer 22 luglio | 19:05  | 49 kg, 56 kg, 64 kg, 75 kg, 91 kg Uomini  | Semifinali  |
| Gio 23 luglio | 19:00  | 52 kg, 60 kg, 69 kg, 81 kg, +91 kg Uomini | Semifinali  |
| Ven 24 luglio | 19:05  | 49 kg, 56 kg, 64 kg, 75 kg, 91 kg Uomini  | Finali      |
| Ven 24 luglio | 21:14  | 75 kg Donne                               | Finali      |
| Sab 25 luglio | 19:05  | 52 kg, 60 kg, 69 kg, 81 kg, +91 kg Uomini | Finali      |
| Sab 25 luglio | 21:14  | 52 kg, 60 kg Donne                        | Finali      |

## Risultati

### Uomini
| Evento                               | Oro                 | Argento              | Bronzo                                |
| Pesi mosca-leggeri (49 kg) dettagli  | Joselito Velázquez  | Joahnys Argilagos    | Yoel Finol Rivas Victor Santillan     |
| Pesi mosca (52 kg) dettagli          | Antonio Vargas      | Yosvany Veitía       | Céiber Ávila David Jiménez            |
| Pesi gallo (56 kg) dettagli          | Andy Cruz Gomez     | Hector Luis Garcia   | Kenny Lally Francisco Martinez        |
| Pesi leggeri (60 kg) dettagli        | Lázaro Álvarez      | Lindolfo Delgado     | Kevin Luna Jose Rosario Garcia        |
| Pesi welter-leggeri (64 kg) dettagli | Arthur Biyarslanov  | Yasniel Toledo       | Joedison Teixeira Luis Arcon          |
| Pesi welter (69 kg) dettagli         | Gabriel Maestre     | Roniel Iglesias      | Juan Solano Santos Alberto Palmetta   |
| Pesi medi (75 kg) dettagli           | Arlen López         | Jorge Vivas          | Misael Rodríguez Endry Saavedra Pinto |
| Pesi mediomassimi (81 kg) dettagli   | Julio César la Cruz | Albert Ramirez Duran | Juan Carlos Carrillo Rogelio Romero   |
| Pesi massimi (91 kg) dettagli        | Erislandy Savón     | Deivi Julio          | Sammy Elmais Miguel Veliz             |
| Pesi supermassimi (+91 kg) dettagli  | Lenier Pero         | Edgar Muñoz          | Cam Awesome Rafael Lima               |

### Donne
| Evento                        | Oro              | Argento          | Bronzo                                 |
| Pesi mosca (51 kg) dettagli   | Mandy Bujold     | Marlen Esparza   | Monica Gonzalez Rivera Ingrit Valencia |
| Pesi leggeri (60 kg) dettagli | Caroline Veyre   | Dayana Sánchez   | Victoria Torres Mirquin Sena           |
| Pesi medi (75 kg) dettagli    | Claressa Shields | Yenebier Guillén | Lucia Perez Ariane Fortin              |

## Medagliere
| Posizione | Nazione         | Oro | Argento | Bronzo | Totale |
| --------- | --------------- | --- | ------- | ------ | ------ |
| 1         | Cuba            | 6   | 4       | 0      | 10     |
| 2         | Canada          | 3   | 0       | 3      | 6      |
| 3         | Stati Uniti     | 2   | 1       | 2      | 5      |
| 4         | Venezuela       | 1   | 2       | 3      | 6      |
| 5         | Messico         | 1   | 1       | 3      | 5      |
| 6         | Colombia        | 0   | 2       | 3      | 5      |
| 6         | Rep. Dominicana | 0   | 2       | 3      | 5      |
| 8         | Argentina       | 0   | 1       | 2      | 3      |
| 9         | Brasile         | 0   | 0       | 2      | 2      |
| 9         | Porto Rico      | 0   | 0       | 2      | 2      |
| 11        | Cile            | 0   | 0       | 1      | 1      |
| 11        | Costa Rica      | 0   | 0       | 1      | 1      |
| 11        | Guatemala       | 0   | 0       | 1      | 1      |
| Totale    | Totale          | 13  | 13      | 26     | 52     |